# William Booth

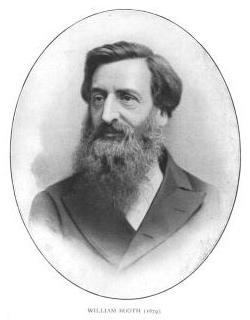
William Booth (ca. 1890)

William Booth (* 10. April 1829 in Nottingham; † 20. August 1912 in London) war der Gründer und erste General der Heilsarmee.

## Leben
Booth wurde in ärmlichsten Verhältnissen als Sohn eines englischen Bauunternehmers geboren. Er besuchte die Versammlungen der Methodisten und trat mit 15 Jahren bewusst zu dieser christlichen Strömung über. 1852 gab er seinen Beruf als Kaufmann auf und besuchte das Predigerseminar. Im Jahr 1854 wurde er als Pfarrer der methodistischen New Connexion ordiniert. 1855 heiratete er Catherine Mumford, die ihn fortan als Ehefrau in seiner Arbeit unterstützte. 1861 machte er sich als Evangelist selbstständig.
Booth siedelte nach London über. Am 2. Juli 1865, dem eigentlichen Gründungstag der späteren Heilsarmee, hielt er in Whitechapel im Bezirk Tower Hamlets die erste Versammlung seiner Zeltmissionsbewegung, deren Idee sich bald in ganz England verbreitete. 1870 nahm Booths Bewegung den Namen Christliche Mission an. Zu diesem Zeitpunkt begann er auch die Organisation zu straffen und nach militärischem Vorbild aufzubauen. Er selbst gab sich den Rang General. 1878 veröffentlichte er die elf Kapitel umfassende Gründungsurkunde der Heilsarmee. Booth setzte sich für die untersten sozialen Schichten ein. Er trank bewusst keinen Alkohol, um Alkoholikern besser beistehen zu können, was die Heilsarmee später übernahm. Im Jahr 1890 veröffentlichte er die sozialpolitische Kampfschrift In Darkest England And The Way Out (Im dunkelsten England und der Weg heraus). Im ersten Monat wurden 100.000 Exemplare verkauft. Im selben Jahr (1890) verstarb seine Frau. William Booth wurde zum Ehrenbürger von London und zum Ehrendoktor der Universität Oxford ernannt.

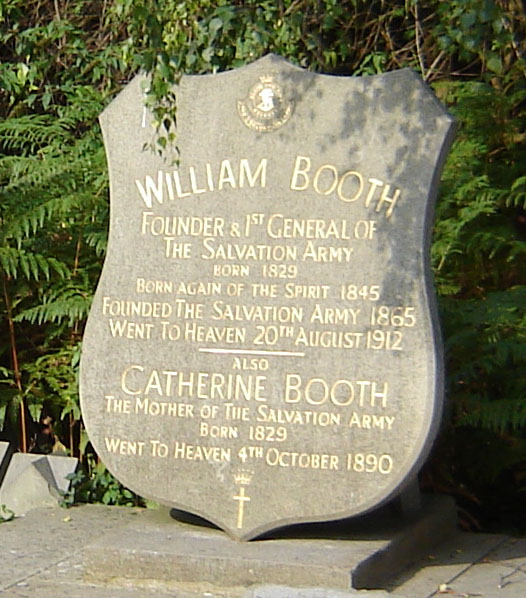
Booths Grab auf dem Friedhof Stoke Newington

Der älteste Sohn Bramwell wurde sein Nachfolger als General der Heilsarmee, später wurde seine Tochter Evangeline, als erste Generalin, in dieses Amt gewählt. Auch die übrigen fünf Kinder nahmen leitende Funktionen in der Organisation an. Sein Urenkel Barclay Palmer wurde Leichtathlet und nahm an den Olympischen Spielen 1956 teil. Booth wurde auf dem Friedhof Abney Park Cemetery, Stoke Newington beigesetzt.